# Svartsot
Svartsot ist eine 2005 in Randers gegründete dänische Folk-Metal-Band. Svartsot kombiniert Death- und Black-Metal mit modernen Metal-Stilen und nordischer Folkmusik.

## Geschichte
Die Band wurde 2005 von den Überbleibseln der Band Skoll gegründet. Svartsot bedeutet „Schwarze Krankheit“ auf älterem Dänisch. Die Band begann zwei Demos in 2005 (Svundne Tider) und 2006 (Tvende Ravne). 2007 wurde daraufhin ein Vertrag mit dem Label Napalm Records unterschrieben, wo die Band ihr erstes Album Ravnenes Saga veröffentlichte. 2008 startete die Band eine Tour mit den bekannten Bands Alestorm und Týr.
Im Dezember 2008 verließen alle Bandmitglieder, außer Cristoffer J.S. Frederiksen und Stewart Lewis, aufgrund von Meinungsverschiedenheiten, hauptsächlich über das nächste Album, die Band. Dieser stellte daraufhin die Band neu auf, ohne ein einziges Konzert absagen zu müssen.
2009 wurde das Album Mulmets Viser („Lieder der Dunkelheit“) mit vielen neugeschriebenen Liedern veröffentlicht. 2011 wurde das dritte Studioalbum Maledictus Eris („Verflucht sollst du sein“) veröffentlicht.

## Diskografie

### Studioalben
- 2007: Ravnenes Saga
- 2010: Mulmets Viser
- 2011: Maledictus Eris
- 2015: Vældet
- 2022: Kumbl

### Demos
- 2006: Svundne Tider
- 2007: Tvende Ravne